# Ngoma i Tanzania
|  | Denne artikel er oprettet af botten PalnaBot ud fra en ekstern database. Den kan derfor have sproglige fejl eller mangler. Denne skabelon kan fjernes efter kontrol af indholdet. |

Ngoma i Tanzania er en film instrueret af Henny Hammershøj.

## Handling
Som mange udviklingslande står Tanzanias befolkning i konflikten mellem at overtage den vestlige kultur eller bevare deres egne kulturelle rødder: Musik, sang og dans, som med et ord kaldes NGOMA. Ngoma er ensbetydende med fest. Hvordan overlever den traditionelle kultur i konkurrence med vestlig kultur? Hvad gør uddannelsessystemet for at bevare traditionerne?